# Сан-Джованні-Джеміні
Сан-Джованні-Джеміні (італ. San Giovanni Gemini, сиц. San Giuvanni) — муніципалітет в Італії, у регіоні Сицилія,  провінція Агрідженто.
Сан-Джованні-Джеміні розташований на відстані близько 490 км на південь від Рима, 60 км на південний схід від Палермо, 35 км на північ від Агрідженто.
Населення — 8072 особи (2014).
Щорічний фестиваль відбувається 24 червня. Покровитель — святий Іван Хреститель.

## Демографія
Населення за роками:

Станом на 1 січня 2023 року в муніципалітеті офіційно проживало 129 іноземців з 22 країн, серед них 32 громадяни країн Євросоюзу.

## Сусідні муніципалітети
- Каммарата